# Guzmán Enrique Alvarez Pérez
Guzmán Enrique Alvarez Pérez (* 19. März 1910 in Cabrillanes, Provinz León; † 14. August 2004 in De Bilt) war ein spanischer Romanist, Hispanist und Asturianist, der in den Niederlanden wirkte.

## Leben und Werk
Alvarez wuchs in der Provinz León auf, besuchte von 1924 bis 1929 die Pädagogische Hochschule in León und studierte ab 1932 an der Universität Valladolid. In den Wirren des Spanischen Bürgerkriegs wurde er 1937 zu 30 Jahren Gefängnis verurteilt, kam 1941 (unter erst 1949 entfallenen Auflagen) frei und studierte in Madrid (Abschluss 1944). 1947 wurde er dort bei Dámaso Alonso promoviert mit der Arbeit El habla de Babia y Laciana (Madrid 1949, betreffend die Asturische Sprache).
1949 war er mit einem Stipendium in Paris, 1951 ging er als Lektor (Dozent) für Spanisch an die Universität Utrecht. Dort war er von 1970 bis zu seiner Emeritierung 1980 ordentlicher Professor für Spanisch. Gastprofessuren führten ihn 1967 an die University of Cincinnati und 1976 an die University of Miami.

## Weitere Werke
- Estampas de Babia, León 1951, 1981
- Mateo Alemán, Buenos Aires 1953
- El amor en la novela picaresca española, Den Haag 1958
- (Hrsg.) Sem Tob de Carrión (Santob de Carrion), Proverbios morales, Salamanca 1970
- Lírica española del siglo XX. En busca de una trayectoria, León 1980
- Una muerte diaria. El quehacer poético de Miguel Hernández, hrsg. von José María Balcells, León 2012